# 飯田浩司のブロードバンド!ニッポン
飯田浩司のブロードバンド!ニッポン（いいだこうじのブロードバンド!ニッポン）はインターネットラジオLFX mudigiにて2005年10月6日から2007年3月28日にて配信していたラジオ番組。

## 番組概要
2005年9月29日迄、『ブロードバンド!ニッポン』水曜の担当として、ニッポン放送アナウンサーの吉田尚記がこの配信枠の番組を受け持っていたが、同年6月に吉田が他の仕事の都合で1時間の遅刻や吉田の夏季休暇取得に伴い番組出演が不可能となり、アナウンサールームに在室していた飯田が、番組プロデューサーに呼び出されて、代理パーソナリティを行う様になった以降、そのまま、なし崩し的にレギュラーパーソナリティを受け持つ事となり、翌週、同年10月6日、番組がスタートした。
当該番組は音楽番組のため、番組前半は内包番組として、飯田とヴィジュアル系ロックバンドのメンバーとのトーク番組、後半はアシスタントとして週替わりに出演するグラビアアイドルトークしながら楽曲を掛けて進行する音楽番組であり、また、ニッポン放送入社2年目の飯田の成長過程をストリーミング映像を通して観察していく、史上初「パーソナリティ公開育成番組」を謳っていた。

## 出演者

### パーソナリティ
- 飯田浩司（ニッポン放送アナウンサー）※「有楽町音楽室」も含む

### 有楽町音楽室
共にKagrra,のメンバー
- 一志（2006年4月5日 - 2007年3月28日）
- 女雅（2006年4月5日 - 2007年3月28日）
- 雅-miyavi-（ロックミュージシャン）（2005年10月5日 - 2006年3月29日）

### アシスタント
週替わりゲスト扱い
- 小町桃子 - 2006年6月15日
- 二宮歩美 - 2006年9月27日、12月20日
- 矢吹春奈 - 2006年12月27日
- 松田亜樹 - 2007年1月3日
- 古谷香織 - 2007年1月10日
- 富田麻帆 - 2007年1月17日
- misaki - 2007年1月24日
- 高木梓 - 2007年2月14日
- 阿里耶 - 2007年3月7日
- PLATINUM! - 2007年3月14日
- 松嶋初音 - 2007年3月20日
- 国分佐智子 - 2007年3月28日

### ゲスト
- 甲斐名都 - 2006年11月8日
- kagrra - 2006年12月6日
- 清水昭博 - 2006年12月13日
- 東京なのにナイト - 2006年12月13日
- 冒険団 - 2006年12月27日、2007年1月31日、2月28日、3月28日
- 西村麻聡 - 2007年2月7日
- 瀬戸山玄 - 2007年2月21日
- カミタミカ - 2007年3月7日

## コーナー
放送終了時点
- Kagrra,の有楽町音楽室（2006年4月 - 2006年9月27日）
- 飯田浩司の浮世小路

アシスタントやゲストとの対談コーナー。番組終了後にオンデマンドコーナーとして配信される。（2006年10月4日～番組終了）
2006年3月迄
- 雅-miyavi-のラジオは聞くもんじゃねぇ、見るもんだDX

## 放送時間
- 水曜：18:00 - 21:00（2005年10月6日 - 2007年3月28日）